# بيت القحيطة (بني العوام)

تعديل مصدري - تعديل

بيت القحيطة هي إحدى قرى عزلة بني الذواد بمديرية بني العوام التابعة لمحافظة حجة، بلغ تعداد سكانها 747 نسمة حسب تعداد اليمن لعام 2004.